# Фонді
Фонді (італ. Fondi) — муніципалітет в Італії, у регіоні Лаціо,  провінція Латина.
Фонді розташоване на відстані близько 100 км на південний схід від Рима, 45 км на схід від Латини.
Населення — 39 683 особи (2014).
Щорічний фестиваль відбувається 10 жовтня. Покровитель — Sant'Onorato.

## Демографія
Населення за роками:

Станом на 1 січня 2023 року в муніципалітеті офіційно проживали 4604 іноземці з 73 країн, серед них 597 громадян країн Євросоюзу та 111 громадян України.

## Персоналії
- Святий Сотер І (166/168-174) — дванадцятий папа Римський з 165/166 по 174/175 роки
- Джузеппе Де Сантіс (1917—1997) — італійський кінорежисер і сценарист
- Паскуаліно Де Сантіс (1927—1996) — італійський кінооператор.

## Сусідні муніципалітети
- Камподімеле
- Ітрі
- Ленола
- Монте-Сан-Б'яджо
- Сперлонга
- Террачина
- Валлекорса